# Centro de Controle de Missão RKA

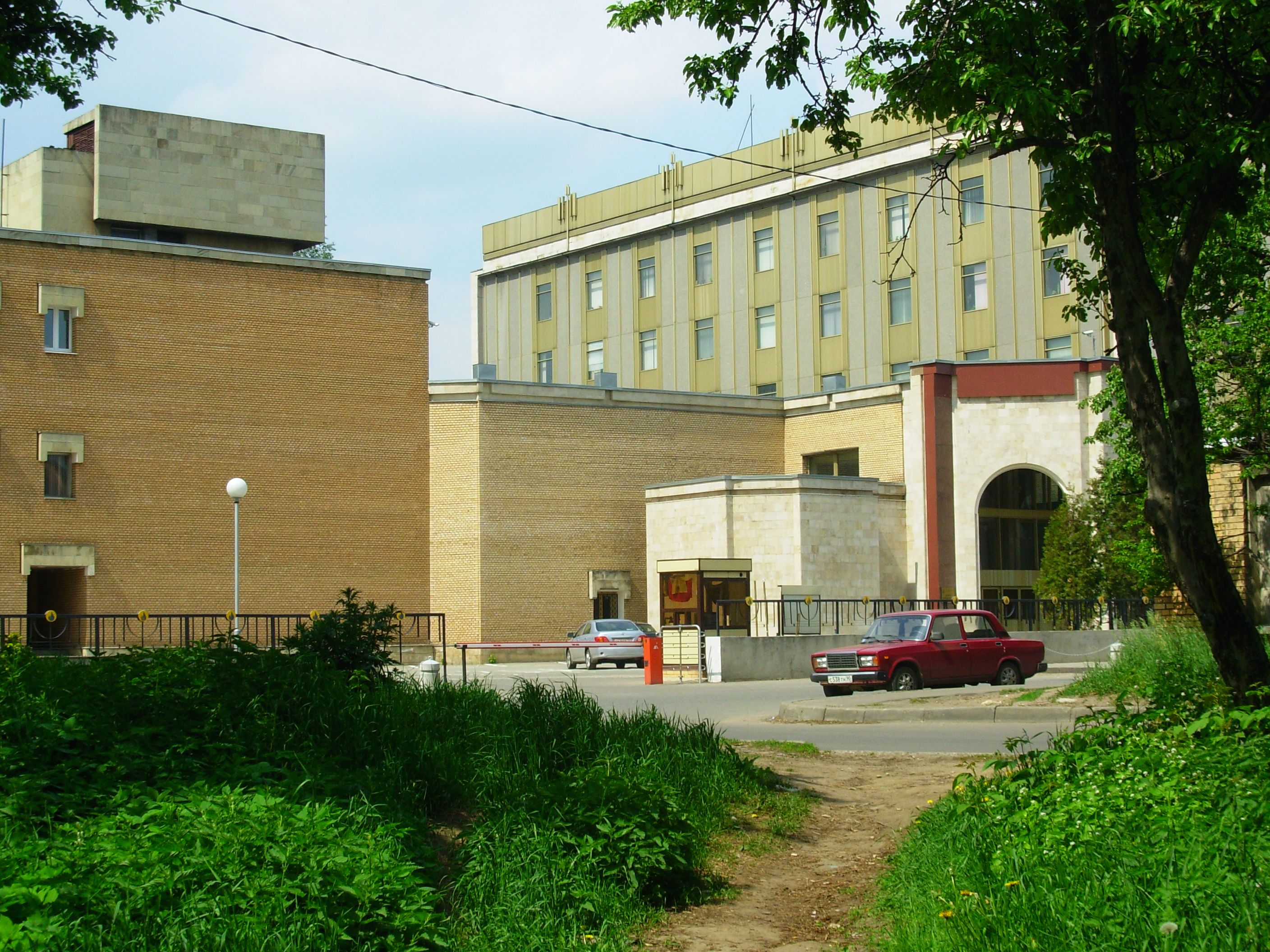
Prédio do CCM-RKA.

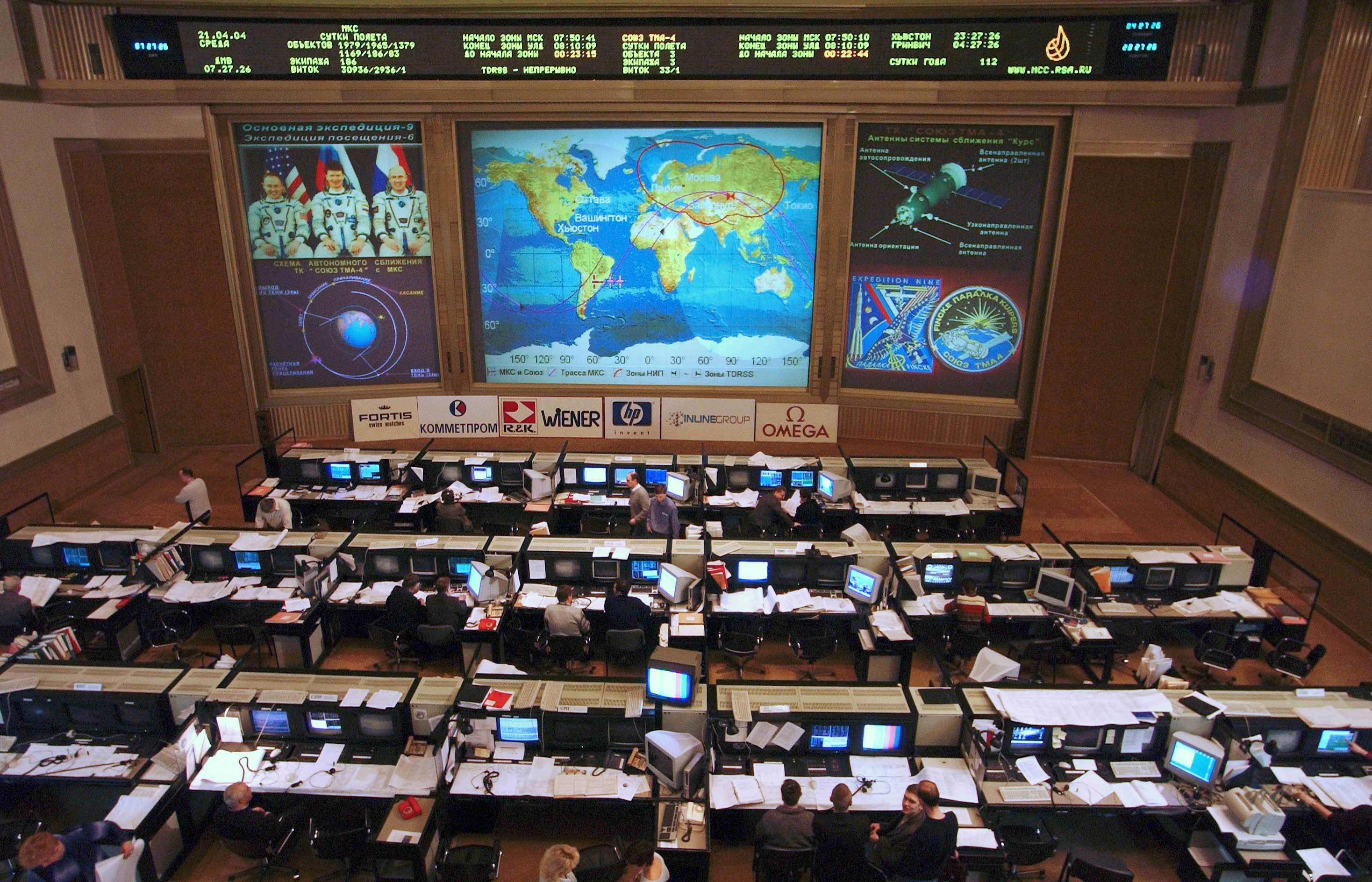
Sala de controle principal do CCM-RKA.

Centro de Controle de Missão RKA (em russo:  Центр управления полётами), também conhecido por sua sigla ЦУП (TsUP) é o Centro de Controle de Missão (CCM) da Agência Espacial Federal Russa (RKA), localizado na cidade de Korolev, perto da empresa RKK Energia.
O CCM-RKA, é a maior unidade do Centro de Pesquisas TsNIIMash da Agência Espacial Federal Russa. Ele controla missões espaciais de toda ordem, envolvendo espaçonaves tripuladas e não tripuladas, sondas espaciais. Além disso, ele promove a pesquisa e desenvolvimento de métodos algorítimos e ferramentas relativos ao controle de missões espaciais.
Desde o lançamento do primeiro satélite artificial em 1957, ficou clara a necessidade de exercer um controle coordenado das missões espaciais como um todo. Em 3 de Outubro de 1960 foi aprovada a criação da primeira equipe, e o centro iniciou suas atividades quase que imediatamente.

## Histórico
Segue-se a evolução do Centro ao longo dos anos:
- 1960 - 1964: Iniciou como Centro de Computação (CC)
- 1965 - 1972: Convertido para Centro de Coordenação e Computação (CEC)
- 1973 - 1976: Tendo como base o programa Apollo-Soyuz, o centro evolui para o que é conhecido hoje em dia (CCM-RKA)